# Cassini (famiglia)

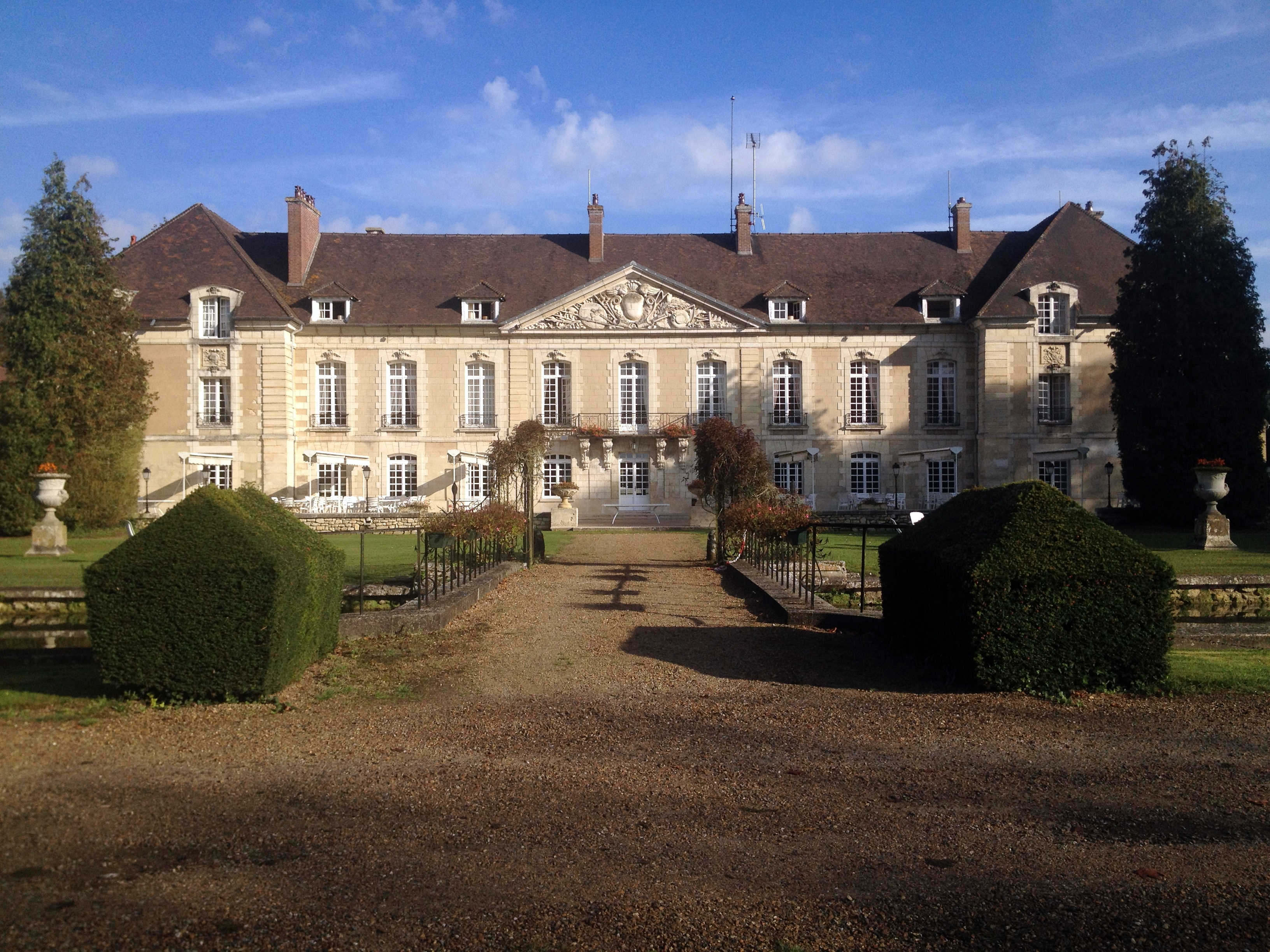
Castello di Fillerval

La famiglia Cassini è una famiglia di origine italiana naturalizzata francese, avendo annoverato tra di loro una linea padre-figlio di quattro famosi astronomi e cartografi (numerati da I a IV dai genealogisti), fatti conti dell'Impero poi Pari di Francia. A loro si devono, tra l'altro, molti lavori di astronomia nonché la realizzazione della Carta di Cassini.
Questa famiglia, ora estinta, fu fusa nel XIX secolo nella famiglia Vuillefroy de Silly, attraverso il matrimonio di Aline de Cassini con François-Joseph de Vuillefroy, il cui nipote Félix de Vuillefroy-Cassini elevò il nome nel 1865.

## Esponenti illustri
- Giovanni Cassini (1625-1712), matematico e astronomo
- Jacques Cassini (1677-1756), astronomo
- César-François Cassini (1714-1784), astronomo
- Dominique-Joseph de Cassini (1715-1790), astronomo
- Jean-Dominique Cassini (1748-1845), astronomo
- Alexandre Henri Gabriel de Cassini (1781-1832), botanico

## Proprietà
- Castello di Fillerval a Thury-sous-Clermont
- Hôtel de Cassini a Parigi

## Arma
D'oro, alla fascia d'azzurro, accompagnata da sei stelle dello stesso.

### Altre fonti
- (FR) Fonds scientifique Cassini, numérisé par la Bibliothèque de l'Observatoire de Paris.